# Louis Marius Eugène Grandjean
Pour les articles homonymes, voir Grandjean.
Louis Marius Eugène Grandjean né à Toulon le 3 septembre 1811 et mort à Paris 6e le 4 septembre 1889 est un peintre et littérateur français.

## Biographie
Fils de Nicolas Grandjean officier supérieur d'administration de la Marine, Louis Marius Eugène Grandjean fait ses études secondaires à Nîmes. En 1830 il se rend à Paris où il étudie d'abord le droit puis s'inscrit à la Faculté de médecine. Élève chirurgien il fréquente à Toulon les ateliers des peintres Bernard Sénéquier et du marquis de Clinchamp. La peinture devient sa véritable vocation et en 1834, il quitte Toulon pour Paris où il entre à l'Académie de dessin dirigée par Boudin. Après un bref retour à Toulon en 1836, il repart pour Paris en avril 1837 en compagnie de son ami Ch. Ginoux. Afin de subvenir à ses besoins, il réalise des dessins d'histoire naturelle pour Charles-François Brisseau de Mirbel, directeut du Museum du Jardin des plantes. Il peint également quelques tableaux religieux. Il est admis gratuitement dans l'atelier d'élèves de Paulin Guérin. De mars 1839 à janvier 1841, il travaille à Toulon dans les bureaux des dessinateurs des travaux hydrauliques. Il retourne à Paris pour entrer en janvier 1841 au Ministère de la Marine comme dessinateur.
Après la mort de sa mère survenue en 1843, il part en Italie le 1er août 1845 avec son ami Zoppi et visite Rome, Naples, Florence, Pise et Livourne. Il rentre à Paris en septembre 1845 et prend sa retraite en 1856. Ayant hérité de ses parents et de son frère unique, il est en possession d'une belle fortune et habite alternativement Paris et Toulon de 1869 jusqu'à sa mort survenue en 1889. Pendant cette période, il s'occupe de peinture et de littérature. En 1889, il fait son testament par lequel il lègue à Toulon, sa ville natale, tous ses biens estimés à environ 800 000 fr, à charge pour la ville de faire imprimer ses notes de philologie soit le Dictionnaire des locutions proverbiales. Il meurt à Paris le lendemain de son 78e anniversaire.

## Œuvres

### Dessins et peintures
Le Musée d'art de Toulon conserve plusieurs de ses œuvres : 
- Vue de Provence, Aquarelle sur papier, 15 × 21 cm[4]
- Le Brick Loire, huile sur toile, 22 × 16 cm[4]
- Les romains de la décadence (aquarelle d'après Thomas Couture)
- La Vierge assise sur un trône, tenant l'Enfant Jésus (croquis d'après Frédéric Zuccharo)
- Paniers de fleurs et Vase de fleurs (aquarelles d'après Jan van Huysum)

### Ouvrages littéraires
- Dictionnaire de locutions proverbiales, t. I, Toulon, Liautaud, 1899, 691 p. (BNF 30533089, lire en ligne)
- Dictionnaire de locutions proverbiales, t. II, Toulon, Liautaud, 1899, 584 p. (BNF 30533089, lire en ligne)